# Wohlfahrtia musiva
Wohlfahrtia musiva är en tvåvingeart som beskrevs av Seguy 1953. Wohlfahrtia musiva ingår i släktet Wohlfahrtia och familjen köttflugor.
Artens utbredningsområde är Mauretanien. Inga underarter finns listade i Catalogue of Life.